# 塚前古墳
塚前古墳（つかまえこふん）は、福島県いわき市小名浜林城（りんじょう）にある古墳。形状は前方後円墳。史跡指定はされていない。
東北地方では第3-8位、また古墳時代後期としては東北地方で最大規模の古墳で、6世紀中頃の築造と推定される。

## 概要
福島県東部の浜通り地方、小名浜湾奥部で矢田川（藤原川支流）右岸の沖積低地上に築造された大型前方後円墳である。これまでに墳丘は削平を受けて大きく崩れているほか、2016年度（平成28年度）には発掘調査（いわき市教育委員会）および測量調査（福島大学）が実施されている。
墳形は現在では不整形をなすが、元は前方後円形と復元され、前方部を南西方に向ける。墳丘長は95-120メートルを測り、東北地方では第3-8位の規模になるとともに、後期古墳としては東北地方で最大規模になる。墳丘外表では埴輪片として円筒埴輪（朝顔形埴輪含む）・形象埴輪（蓋形・盾形埴輪）が検出されているほか、墳丘周囲では周溝（馬蹄形か）の存在が認められる。埋葬施設は明らかでない。出土品としては埴輪のほかに土師器・弥生土器が認められ、かつては杏葉の出土があったとも伝わる。
この塚前古墳は、出土埴輪等より古墳時代後期の6世紀中頃の築造と推定される。規模の点とともに墳丘盛土の構築手法の点で特色を有しており、東国の後期古墳を考察するうえで重要視される古墳になる。

## 遺跡歴
- 2016年（平成28年）10-11月、宅地造成工事に伴う発掘調査。大規模古墳と判明（いわき市教育委員会）[1]。
- 2017年（平成29年）3月、測量調査。後期古墳としては東北地方最大規模と判明（福島大学考古学研究室）[2][3]。

## 墳丘
墳丘の規模は次の通り（2017年（平成29年）の測量調査値）。
- 墳丘長：95-120メートル
- 後円部
  - 直径：53メートル
- 前方部
  - 長さ：54-70メートル
  - 幅：45-65メートル

墳丘は、外縁部に盛土を土手状に積み上げたのちに内側を土手上端まで盛り上げる、という工程の繰り返しで構築されるが、これは西日本によく見られる手法（西日本的工法）になる。また、盛土に際しては土嚢・土塊積みの採用が認められるが、これは後期古墳では有力者の墓に特化した手法とされる。

## 関連文献
（記事執筆に使用していない関連文献）
- 福島大学行政政策学類, 福島大学行政政策学類考古学研究室『団子山古墳5 : 福島県須賀川市団子山古墳第7次調査報告書 ; 塚前古墳1 : 福島県いわき市塚前古墳測量調査報告書』福島大学行政政策学類 : 福島大学行政政策学類考古学研究室〈福島大学考古学研究報告〉、2018年、1-62頁。 NCID BB25998732。